# 川嶋麗惟
川嶋 麗惟（かわしま れい、1996年5月29日 - ）は、静岡県出身の元グラビアアイドル。2016年にオフィスジュニアから事務所を移籍して、トンボエンターテイメントに所属していた。アイドルグループTokyo Cheer② Party（通称：チアチア）の元メンバー。キャッチフレーズは「すまして見えてもノリが良い！」。グループ内では、つかみたいけどつかめないチアチアのスパイス担当であり、グループカラーはホワイト担当だった。

## 来歴
子役からキャリアをスタート。
2010年7月、ミスマガジン2010「ヤングマガジン賞」受賞。
2013年7月、ファッション誌『セブンティーン』の専属モデルオーディション最終候補者に選出。同年9月、女性アイドルグループ「Tokyo Cheer② Party」に特別枠で第4期生として加入。ホワイト担当のアイドルから結成される「白フェス」にも参加し、限定グループでライブを開催している。
2016年12月31日にTokyo Cheer2 Partyを卒業。
2017年11月、7年ぶりにイメージDVDを発売。
2019年5月、2年間の休学を経て大学に復学するが、この間に事務所を辞め芸能活動から事実上引退した。
2020年、2020ミス・ジャパン静岡県代表で出場。ファイナリストに選ばれる。

## 人物
- 趣味：食べる事、料理本を見る事、まったりする事、ギターの弾き語り。
- 特技：ピアノ、バイオリン特技：美しい“から揚げ”を作る事、いっこく堂さんのモノマネ。
- 6歳上の兄がいる[8]。
- 2009年には同事務所の岡田千咲、小池彩夢、松田侑花ら4名で女子中学生ユニットを結成、イベントを行っていた[9]。

## 作品

### DVD
1. ミスマガジン2010 川嶋麗惟（2010年8月25日、バップ）
2. REI（2017年11月24日、竹書房）
3. 好きの瞬間（2018年3月22日、ギルド）

## 出演

### テレビドラマ
- 時代劇スペシャル「花の誇り」（2008年12月20日、NHK）
- 25分 私が初めて創ったドラマ「藤川道場物語」（2009年3月21日、BShi） - 成瀬麻衣 役
- 熱いぞ!猫ヶ谷!!（2010年10月、メ〜テレ） - 押狩翔 役

### バラエティほか
- あなたはいくつ?静岡データショー（2010年8月1日、静岡第一テレビ）
- PON!（2010年3月29日、日本テレビ） - お手を拝借!手相でスッPON!
- ナルハヤ!（2010年9月15日、毎日放送）

### 舞台
- 私立グリグリ学園（2012年5月6日、新宿文化センター 小ホール） - ゲスト
- 戦国降臨ガールズ（2013年7月3日 - 7日、六行会ホール） - 関ヶ原泉 役（天の組）